# 1231
Resum dels esdeveniments de l'any 1231:

## Naixements
Països Catalans
Resta del món
- 17 de març - Japó: Shijō, 87è emperador del Japó (m. 1242).[1]
- Xingtai (Imperi Mongol)ː Guo Shoujing, astrònom, enginyer hidràulic, inventor i matemàtic xinès (m. 1316).[2]
- Joan de Borgonya, comte del Charolais i senyor de Borbó per casament amb Agnès de Borbó-Dampierre (m. 1268).[3]

## Necrològiques
Països Catalans
- Aurembiaix d'Urgell, comtessa d'Urgell a Balaguer

Resta del món
- 13 de juny - Pàdua (Itàlia). Sant Antoni de Pàdua.[4]
- 17 de novembre - Marburg (Hessen)ː Elisabet d'Hongria, princesa hongaresa. És venerada com a santa per l'Església catòlica i l'anglicanisme, i com a renovadora de la societat pel luteranisme (n. 1207).[5]
- 25 de desembre - Tolosa de Llenguadoc (Comtat de Tolosa)ː Folquet de Marsella, bisbe de Tolosa i trobador (n. c. 1155).[6]